# Jules Pelissier
Ne doit pas être confondu avec Jules Pélissié.
Pour les articles homonymes, voir Pélissier.
Jules Pelissier, de son vrai nom Julien Pelissier, est un acteur et chanteur français né le 7 février 1990 à Vence (Alpes-Maritimes).

## Biographie

### Enfance et études
Né à Vence, près de Nice, Jules est le fils de Sylvie et Jean-Noël Pelissier. Il a une sœur de 3 ans et demi de moins que lui, Laura.
Il a étudié a l'école Marc Chagall au collège la Sine situé à Vence et au lycée Henri Matisse, également situé à Vence.

### Nouvelle Star
Alors qu'il a tout juste 18 ans, il participe à la sixième saison de la Nouvelle Star. Apprécié du jury et du public[réf. souhaitée], il est éliminé juste avant les quarts-de-finale, le 21 mai 2008.
Cette expérience lui permet, outre de vivre une aventure avec Nubia, la fille de Lio, d'être repéré dans les milieux de la musique et du cinéma. Ainsi, Spleen le fera monter sur scène entre Hugh Coltman et Keziah Jones lors de la fête de la musique 2008.
L'année suivante, il défile pour Agnès b. avant de débuter comme chroniqueur dans l'émission Louise Attaque sur France 4. Aux côtés de Louise Ekland, il couvre les différents festivals musicaux de l'été en allant capter l'ambiance des coulisses lors des concerts.

### Acteur
C'est à cette période qu'il participe en tant qu'acteur au film Bus Palladium, le premier film de Christopher Thompson, qui sort en mars. Jules y incarne Jacob, le bassiste d'un groupe d'amis, et y retrouve Philippe Manœuvre.
Ce n'est cependant qu'en septembre 2010 qu'il interprète un rôle n'ayant aucun lien avec la musique. Il est en effet choisi par Fabrice Gobert pour interpréter Jérémie, personnage principal de Simon Werner a disparu.... Sélectionné à Cannes (Un certain regard), le film est salué par la critique et permet à Jules Pelissier d'être découvert par un public qui ne suivait pas forcément l'émission de télé-crochet.
À la suite de cela, il est Révélation des Césars et reçoit une nomination pour le Prix Lumière du meilleur espoir masculin.

## Filmographie
- 2010 : Bus Palladium de Christopher Thompson : Jacob
- 2010 : Simon Werner a disparu... de Fabrice Gobert : Jérémie
- 2011 : Illegal Love de Julie Gali : (Voix)
- 2013 : Si proche des miens de Baptiste debraux : Igor
- 2013 : La Belle Vie de Jean Denizot : Pierre
- 2015 : Un moment d'égarement  de Jean-François Richet : le copain de Romain
- 2019 : Brûlez Molière ! de Jacques Malaterre : Louis XIV (TV)
- 2019 : Versus de François Valla : Brian
- 2021 : L'Horizon d'Émilie Carpentier : Antonio

## Théâtre
- 2019 : Le Faiseur de théâtre de Thomas Bernhard, mise en scène Christophe Perton, au Théâtre Déjazet puis au Théâtre des Célestins avec André Marcon
- 2021 : The Normal Heart de Larry Kramer, mise en scène Virginie de Clausade, Théâtre du Rond-Point
- 2022 : The Normal Heart de Larry Kramer, mise en scène Virginie de Clausade, Théâtre La Bruyère